# Elizabeth Stevenson
Elizabeth Stevenson (Zona do Canal do Panamá, 13 de Junho de 1919 — Decatur, Geórgia, 1999) foi uma escritora norte-americana. Em 1955, venceu o Prémio Bancroft com a sua obra Henry Adams: A Biography, tendo ganho a Bolsa Guggenheim em 1951 e 1958.

## Início de vida e educação
Elizabeth nasceu a 13 de Junho de 1919, na Zona do Canal do Panamá, passando a infância em Great Falls, no Montana, antes de se mudar com a família para Atlanta, na Geórgia. Formou-se em Agnes Scott College com um Bachelor of Arts, especializando-se em História e Inglês.

## Carreira
Elizabeth publicou o seu primeiro livro em 1949, intitulado A Torto Corredor; Um Estudo de Henry James. O segundo livro foi a publicação de um trabalho biográfico sobre Henry Adams, que ganhou o Prémio Bancroft em 1955. Os livros seguintes foram uma colecção dos trabalhos de Henry Adams, em 1958, e uma biografia de Lafacadio Hearn, em 1961. Escreveu ainda outros livros, incluindo uma cronologia da década de 1920, e uma análise sobre arquitectura paisagística.
Para além da escrita, Elizabeth pertenceu à War Production Board durante a Segunda Guerra Mundial, trabalhando para a Biblioteca Pública de Atlanta na década de 1950. Em 1960, trabalhou na Universidade Emory como assistente do reitor até 1974, quando começou a ensinar Estudos Americanos. Na qualidade de primeira mulher membro do corpo docente no Instituto de Artes Liberais da Universidade Emory, Elizabeth permaneceu na universidade até a sua aposentadoria em 1986, sendo-lhe atribuído o título de emérita.
Morreu em 1999, em Decatur, na Geórgia.

## Prémios e distinções
Elizabeth recebeu a Bolsa Guggenheim por duas vezes, em 1951 e 1958. Foi ainda a primeira mulher a ganhar o Prémio Bancroft, em 1956.